# Левковичский Млынок
Левковичский Млынок (укр. Левковицький Млинок) — село на Украине, основано в 1463 году, находится в Овручском районе Житомирской области.
Код КОАТУУ — 1824283302. Население по переписи 2001 года составляет 38 человек. Почтовый индекс — 11100. Телефонный код — 4148. Занимает площадь 0,013 км².

## Адрес местного совета
11122, Житомирская область, Овручский р-н, с. Левковичи